# UCI Women's ProTeam
Un UCI Women's ProTeam és un equip femení de ciclisme de carretera de segona divisió segons la Unió Ciclista Internacional (UCI). Aquest nom es crea a partir de la temporada del 2025 i es situa per sota de la categoria UCI Women's WorldTeam, seguint a la categoria masculina UCI ProTeam.
Altres equips femenins reconeguts per la UCI són els equips continentals de ciclisme.

## Identitat, nom i nacionalitat
Un equip UCI Women's WorldTeam està format pel responsable financer, patrocinadors (incloent fins a tres patrocinadors principals), ciclistes i altres empleats de l'equip (mànager, entrenador, metge de l'equip, ajudant, mecànic, etc.).
El nom d'un UCI Women's ProTeam ha de ser el de l'empresa o la marca d'un o més dels patrocinadors principals, o el nom del responsable financer.
La nacionalitat d'un UCI Women's ProTeam la determina possiblement la seu del responsable financer de l'equip o el país en què es comercialitza un producte o servei del patrocinador principal.

## Llicència
La UCI atorga les llicències UCI Women's ProTeam en funció de criteris esportius, ètics, financers, administratius i organitzatius. Els equips amb llicència s'anomenen UCI Women's ProTeam i s'han de tornar a registrar cada any. La llicència pot caducar si no es compleixen aquests requisits. Aquesta llicència és propietat i està gestionada exclusivament pel gestor financer de l'UCI Women's ProTeam.
El criteri ètic es refereix en particular a la qüestió del dopatge. El criteri administratiu es refereix especialment al compliment de les normes de llicència, per exemple la presentació dels contractes i el seu compliment de les normes. El criteri financer fa referència a la capacitat de complir els compromisos.
Si més equips compleixen aquests criteris que les llicències disponibles, s'utilitza el criteri esportiu per decidir quins equips formaran part de la segona divisió.
Els dos millors ProTeams femenins de l'UCI de l'any es classifiquen automàticament per a totes les curses de l'UCI Women's World Tour de la propera temporada.

## Ciclistes
Les ciclistes inscrites a cada UCI Women's ProTeam són professionals. Les seves condicions mínimes de treball estan regulades per la normativa de la UCI. El salari mínim difereix en funció de la seva condició (novell o no novell), el seu contracte (dependent o independent), l'any (augmenta progressivament).
El nombre mínim de ciclistes per equip és de 10 mentre que el màxim de ciclistes és de 18 a 20 en funció del nombre de corredores novells: (18 si 0 novells, 19 si 1 novells, 20 si 2 novells).
A més, un UCI Women's ProTeam pot fitxar fins a dues ciclistes com a aprenents a partir de l'1 d'agost de cada any, però no se'ls permet participar en les curses de l'UCI Women's World Tour.

## Llista d'equips
2025Error de Lua a Mòdul:Cycling_race a la línia 2221: > Wikidata is missing data about start time (P580) or point in time (P582).